# Eocuma amakusense
Eocuma amakusense är en kräftdjursart som beskrevs av Gamo 1967. Eocuma amakusense ingår i släktet Eocuma och familjen Bodotriidae. Inga underarter finns listade i Catalogue of Life.